# Belrupt-en-Verdunois
Belrupt-en-Verdunois è un comune francese di 467 abitanti situato nel dipartimento della Mosa nella regione del Grand Est.

## Società

### Evoluzione demografica
Abitanti censiti